# Jūsenki L-Gaim
Jūsenki L-Gaim (重戦機エルガイム,? t.l. "Macchina da combattimento pesante L-Gaim"), noto anche con il titolo anglosassone di Heavy Metal L-Gaim, è un anime fantascientifico-robotico prodotto dalla Nippon Sunrise (l'attuale Sunrise) di 54 episodi, trasmessi per la prima volta di sabato dalle 17:30 alle 18:00 dalla Nagoya TV e dalla TV Asahi a partire dal 4 febbraio del 1984 fino al 23 febbraio del 1985.
In seguito, ne vennero realizzati degli OAV, una trasposizione in romanzo a cura di Yūji Watanabe, un manga ad opera di Shigeto Ikehara, ed un ulteriore manga a cura di Shiraishi Kotoni, dal titolo Under the suns.

## Generalità
Questo anime è l'opera che il regista Yoshiyuki Tomino scrisse subito dopo Seisenshi Dunbine. Il suo scopo principale fu quello di sfruttare questa produzione per far crescere i componenti più giovani del suo staff. Esso era composto principalmente da ventenni, tra i quali spiccano i nomi di Hiroyuki Kitazume e di Hidetoshi Ōmori. Vi era anche un nuovo disegnatore che all'epoca aveva 23 anni, Mamoru Nagano. Costui fu il primo in casa Sunrise a ricoprire contemporaneamente il ruolo di character e mecha designer. La prima metà della storia viene sviluppata come una commedia dai toni spensierati, imperniata sulla crescita del protagonista Daba Myroad. Non manca anche un tocco da commedia romantica per via delle due eroine che si contendono l'indeciso Daba.

## Personaggi

### Esercito ribelle
- Daba Myroad (Voce: Hiramatsu Hirokazu)
- Fanneria Amu (Voce: Honda Chieko)
- Mirao Kyao (Voce: Ōtsuka Hōchū)
- Lilith Huau (Voce: Kawamura Maria)
- Gaw Ha Leccee (Voce: Kawamura Maria)
- Daba Hassar  (Voce: Ikeda Masaru)
- Stella Coban (Voce: Ritsusawa Masato)
- Leef (Voce: Yamazaki Tessei)
- Cabot Sasa (Voce: Satō Jōji)
- Bara (Voce: Totani Kōji)
- Ronpe (Voce: Shioya Kōzō)

### Compagnia Aman
- Amandara Kamandara (Voce: Toyoda Shinji)

### Theart Star
- Full Flat (Voce: Doi Mika)

### Esercito di Poseidal
- Oldna Poseidal (Voce: Shimazu Saeko)
- Quwasan Olibee (Voce: Kinoshita Yumi)
- Heckler Mauser (Voce: Shioya Kōzō)
- Anton Rando (Voce: Shimada Bin
- Irene Ills (Voce: Kanda Waka)
- Pamela Biroledge (Voce: Fujii Kayoko)

#### La squadra dei tredici di Poseidal
Questo nome deriva dal fatto che al momento della sua fondazione erano in tredici. Inoltre può accadere che alcuni posti siano vacanti o che qualche membro venga rimpiazzato. La lista di sotto è stilata basandosi sulla loro "formazione" all'inizio della storia.
- Primo membro: Sai Kuo Ader (Compare negli OAV Full Metal Soldier)
- Secondo membro: Pleta Quoice (Compare negli OAV Full Metal Soldier)
- Terzo membro: Giwaza Lowau (Voce: Nishimura Tomomichi)
- Quarto membro: Nei Mo Han (Voce: Takeuchi kumi)
- Quinto membro: Wazan Loone (Voce: Horibe Ryūichi)
- Sesto membro: Chai Char (Voce: Shimada Bin)

## Heavy Metal
Con questo termine si indicano i robot da combattimento presenti nella serie. la loro altezza si aggira intorno ai 18 metri. Il mechanic designer Nagano Mamoru è un fan del genere Heavy Metal ed è per questo motivo che si è deciso di nominarli così. L'altro motivo che ha spinto ad una tale scelta è stato che nell'esercito americano i carri armati di grosse dimensioni vengono comunemente definiti "Heavy Metal". Tuttavia, all'inizio Tomino aveva ideato il termine "Flossar Silhouette" per definirli.

### Esercito ribelle
- L-Gaim Primo Heavy Metal pilotato da Daba Myroad. Può essere considerato come l'ultima eredità dell'ormai estinto clan Yaman. Lo Spiral Flow fa da cockpit inserendosi alla base del collo dell'Heavy Metal. Applicando dietro la sua schiena il "Light" (land booster di dimensioni ridotte) riesce a volare in presenza di atmosfera ma, in caso di necessità, può essere sostituito da uno di dimensioni maggiori chiamato "Spirits". La sua altezza è di 20,7 metri (24,1 metri col Land Booster) mentre il suo peso complessivo è di 19,1 tonnellate e, munito di equipaggiamento, arriva a pesare 31,1 tonnellate. Il suo equipaggiamento è composto da: 1 saber, 1 hand launcher, 1 Power Launcher, 1 lancer, 1 S mine(posto all'interno dello scudo).

- D-Sserd Heavy Metal di classe B che l'esercito ribelle ha sviluppato partendo dall'L-Gaim.

### Esercito di Poseidal
- Greia  Heavy Metal di classe B prodotto in serie subito dopo l'Arorne. Il suo nome deriva dalle Graie, tre donne mostruose e dotate di un solo occhio, presenti nella mitologia greca. Insieme agli Arorne, vengono impiegati in tutte le basi dell'esercito di Poseidal. Volendo fare un paragone col Graia Norda e l'Arorne, il sensore del Graia è nettamente più grande ed è proprio esso la sua caratteristica. La sua altezza è di 17 metri e il suo peso complessivo è di 25,7 tonnellate. È equipaggiato con launcher di modesta capacità e saber. Questo Heavy Metal è stato ideato da Greia Norda.
- Bal-Bud  Si tratta dell'Heavy Metal di classe B più vicino per prestazioni ad un Heavy Metal di classe A. Infatti, molti dei suoi componenti vengono usati per gli Heavy Metal di classe A. Vengono impiegati persino nella guardia imperiale dell'esercito di Poseidal. Anche Chai Char della squadra dei 13 ne pilota uno personalizzato. La sua altezza è di18,9 metri e pesa 28,7 tonnellate. Possiede una saber ed un Power launcher. Il suo Movable frame è di taglia M. Sembra si siano limitati a produrne un numero basso di esemplari. Il nome del suo ideatore è Balbud Kawaranga. Di norma il suo colore è arancione ma i modelli per la guardia imperiale sono neri. Inoltre, ne esiste uno di coloreblu scuro pilotato da Gavlet Gablae nell'episodio 27 ed uno di colore bianco appartenente a Chai Char.
- Bat-Shu L'Heavy Metal di classe A più riuscito per la produzione di massa. Ne sono stati prodotti solo alcune decine. Senza alcun bisogno di equipaggiamenti esterni è in grado di volare in presenza di atmosfera. Può usare un Power Flosser e un Buster Launcher dalle prestazioni elevate. Fino alla testa è alto 20,7 metri ma la sua altezza complessiva è di 21,2 metri. Pesa 20,7 tonnellate ed è equipaggiato di missili, una lunga saber, uno slow lancer, gli S mine, un energy bomber e un power launcher. Il Buster launcher è invece opzionale. Il Launcher viene connesso direttamente all'Heavy Metal attraverso tre cavi per caricarsi. Il suo movable frame è di classe M ed ha quasi le stesse prestazioni dell'L-Gaim in ogni ambito. Nella serie, l'hanno pilotato Gavlet Gablae, Heckler Mauser, Baan Gania Killas e altri. L'ideatrice delle repliche è Oldna Poseidal.
- A-Taul Heavy Metal di classe A per la produzione in serie. Quest'unità è munita di Super Flosser che consentono un'elevata potenza di uscita e perciò è in grado di volare. Possiede un'arma ideata apposta per questo mezzo denominata Flogger. Si tratta di una saber utilizzata come se fosse una frusta. All'interno dei suoi scudi posti sulle braccia sono presenti dei Power launcher detti Winger Binder. Ha anche una saber. La sua altezza complessiva è di 27,5 metri ma non si hanno dati sul suo peso complessivo. Il suo Movable Frame è di taglia M. Pur essendo A-Taul la trascrizione in caratteri occidentali del suo nome, in origine voleva essere un omaggio alla rock band francese Atoll. Lo vediamo pilotato solo ed esclusivamente da Gavlet Gablae.
- A-Taul V Si tratta di un A-Taul potenziato riservato a Maph MC Tomin, un componente della squadra dei Tredici. La V del nome rappresenta il numero cinque in latino e va letta Five. Sul braccio destro gli hanno installato il Round Binder dell'Auge, su quello sinistro il Binder del Bat-Shu, dietro la schiena è dotato del Circus Binder dell'Ashura-Temple e inoltre brandisce come arma la long spear del G-Roon. Può anche utilizzare un Buster Launcher. MC Tomin ritiene che se il suo mezzo fosse stato munito del dispositivo dell'Amon Düül sarebbe stato l'Heavy Metal definitivo.
- Ashura Temple Heavy Metal di classe A della serie "Temple".

## Episodi
| Nº | Giapponese 「Kanji」 - Rōmaji                | In onda           | In onda |
| Nº | Giapponese 「Kanji」 - Rōmaji                | Giapponese        |         |
| 1  | 「ドリーマーズ」 - dorimazu                  | 4 febbraio 1984   |         |
| 2  | 「スキャンダル」 - sukyandaru                | 11 febbraio 1984  |         |
| 3  | 「カミング・マン」 - kamingu. man            | 18 febbraio 1984  |         |
| 4  | 「ザ・コネクション」 - za. konekushon        | 25 febbraio 1984  |         |
| 5  | 「エスケープ・ラン」 - esukepu. ran          | 3 marzo 1984      |         |
| 6  | 「シー・ジャック」 - shi. jakku              | 10 marzo 1984     |         |
| 7  | 「スクランブル」 - sukuranburu               | 17 marzo 1984     |         |
| 8  | 「ヤーマン・クラン」 - yaman. kuran          | 24 marzo 1984     |         |
| 9  | 「アーミィ・ベース」 - amii. besu            | 31 marzo 1984     |         |
| 10 | 「タイム・リミット」 - taimu. rimitto        | 7 aprile 1984     |         |
| 11 | 「ジェラシー・ゲーム」 - jierashi. gemu      | 14 aprile 1984    |         |
| 12 | 「ディコイ・ディコイ」 - deikoi. deikoi      | 21 aprile 1984    |         |
| 13 | 「コンタクト」 - kontakuto                   | 28 aprile 1984    |         |
| 14 | 「レディ・ポセイダル」 - redei. poseidaru    | 5 maggio 1984     |         |
| 15 | 「プライド」 - puraido                       | 19 maggio 1984    |         |
| 16 | 「ブロークン・ハート」 - burokun. hato       | 26 maggio 1984    |         |
| 17 | 「ライム・ライト」 - raimu. raito            | 2 giugno 1984     |         |
| 18 | 「ガストガル・デモ」 - gasutogaru. demo      | 9 giugno 1984     |         |
| 19 | 「ゴーアンドカム」 - goandokamu              | 16 giugno 1984    |         |
| 20 | 「スター・ダスト」 - suta. dasuto            | 23 giugno 1984    |         |
| 21 | 「ザ・テンション」 - za. tenshon             | 30 giugno 1984    |         |
| 22 | 「クワサン・オリビー」 - kuwasan. oribi      | 7 luglio 1984     |         |
| 23 | 「ゼネラル・クロソ」 - zeneraru. kuroso      | 14 luglio 1984    |         |
| 24 | 「アスフィー・ハート」 - asufi. hato         | 21 luglio 1984    |         |
| 25 | 「ラブアゲイン」 - rabuagein                 | 28 luglio 1984    |         |
| 26 | 「サーチII」 - sachi II                      | 4 agosto 1984     |         |
| 27 | 「ミステイク・ラブ」 - misuteiku. rabu       | 11 agosto 1984    |         |
| 28 | 「ネイ・クライシス」 - nei. kuraishisu       | 18 agosto 1984    |         |
| 29 | 「クロス・ポイント」 - kurosu. pointo        | 25 agosto 1984    |         |
| 30 | 「アワ・マスター」 - awa. masuta             | 1º settembre 1984 |         |
| 31 | 「キャッチ・ウォー」 - kyacchi. uo           | 8 settembre 1984  |         |
| 32 | 「フラッシング・ネイ」 - furasshingu. nei    | 15 settembre 1984 |         |
| 33 | 「マイ・アース」 - mai. asu                  | 22 settembre 1984 |         |
| 34 | 「レッシィ・マインド」 - resshii. maindo     | 29 settembre 1984 |         |
| 35 | 「ペリル・ミッション」 - periru. misshon     | 6 ottobre 1984    |         |
| 36 | 「オールド・ソルジャー」 - orudo. soruja     | 13 ottobre 1984   |         |
| 37 | 「オリビー・クライシス」 - oribi. kuraishisu | 20 ottobre 1984   |         |
| 38 | 「エスケープ・ギワザ」 - esukepu. giwaza     | 27 ottobre 1984   |         |
| 39 | 「ザ・オーメン」 - za. omen                  | 3 novembre 1984   |         |
| 40 | 「フル・フラット」 - furu. furatto           | 10 novembre 1984  |         |
| 41 | 「スパイ・イン・スパイ」 - supai. in. supai  | 17 novembre 1984  |         |
| 42 | 「ヤング・パッション」 - yangu. passhon      | 24 novembre 1984  |         |
| 43 | 「レディ&ガール」 - redei & garu             | 1º dicembre 1984  |         |
| 44 | 「ピカレスク・ギワザ」 - pikaresuku. giwaza  | 8 dicembre 1984   |         |
| 45 | 「リリス・メモリー」 - ririsu. memori        | 15 dicembre 1984  |         |
| 46 | 「クワサン・ウェイブ」 - kuwasan. ueibu      | 22 dicembre 1984  |         |
| 47 | 「ボーイズ・ボーイズ」 - boizu. boizu        | 29 dicembre 1984  |         |
| 48 | 「ファースト・アタック」 - fasuto. atakku    | 12 gennaio 1985   |         |
| 49 | 「レディ・キラー」 - redei. kira             | 19 gennaio 1985   |         |
| 50 | 「エキサイト・アム」 - ekisaito. amu         | 26 gennaio 1985   |         |
| 51 | 「マイ・ラブ」 - mai. rabu                   | 2 febbraio 1985   |         |
| 52 | 「ファイナル・タイム」 - fainaru. taimu      | 9 febbraio 1985   |         |
| 53 | 「ザ・ディクテイター」 - za. deikuteita      | 16 febbraio 1985  |         |
| 54 | 「ドリーマーズアゲン」 - dorimazuagen        | 23 febbraio 1985  |         |